# أبو الفضل المهندس
محمد بن عبد الكريم بن عبد الرحمن الحارثي، ولد ونشأ بدمشق، وكان يعرف بالمهندس لجودة معرفته بالهندسة وشهرته بها، وأمره عجيب لأنّه كان في أوليته نجارًا وله معرفة بنحت الحجارة[ ؟ ] أيضًا، وكان تكسبه بصناعة النجارة، وله اليد الطولى فيها وكان للناس رغبة كبيرة في أعماله، وأكثر أبواب البيمارستان الكبير الذي أنشأه الملك نور الدين بن زنكي من نجارته وصنعته. ثم قصد أن يتعلّم أقليدس ليزداد في صناعة النجارة جودة، ويطلع على دقائقها ويتصرف في أعمالها، فقاده ذلك إلى الانصراف إلى الهندسة بكليته وأخذها عن علمائها، حتى برع فيها واشتهر بها، ثم قرأ أيضًا صناعة الطب وعمل الساعات، واشتغل بالأدب ونظم الشعر، وهو الذي أصلح الساعات[ ؟ ] التي كانت بجامع دمشق، وتوفي بها سنة 599 هـ عن نحو السبعين ذكره ابن أبي أصيبعة.